# Немає місця на землі
«Немає місця на Землі» — документальний фільм 2012 року, що його створив, написав і зрежисував Дженет Тобіас, за мотивами мемуарів Естер Стермер «Ми боремось, щоб вижити». Вийшов в США 5 квітня 2013 р.

## Сюжет
У 1993 році офіцер Нью-Йоркської поліції та ентузіаст спелеології Кріс Нікола відвідав Україну, щоб дослідити печери Вертеба та Грот Священика. Вона розташована в межах Чортківського району Тернопільської області, біля села Стрілківці.
У печері було знайдено докази того, що у минулому їх населяли люди. Виявилося, що печери використовували три єврейські сім'ї (Стермер, Додик і Векслер), що складалася з 38 людей, очолюваних матріархом Естер Стермер (1888—1983). Вони рятувалися від Голокосту. Він досліджував це питання протягом десятиліття. У фільмі представлені інтерв'ю з деякими з 36 вижилих та / або їх нащадками, які зараз мешкають переважно в Нью-Йорку та Монреалі. У фільмі також представлено сюжет, в якому Тобіас повертає деяких з тих, хто вижив за часів Голокосту до печер.

## Покази
Фільм показали на Міжнародному кінофестивалі в Торонто, Міжнародному кінофестивалі в Гамптоні, Міжнародному фестивалі документального кіно в Амстердамі та Єврейському кінофестивалі в Берліні.

## Нагороди та визнання
Його сценаристи, Джанет Тобіас та Пол Лайкін, були номіновані на найкращий документальний сценарій від Гільдії письменників Америки.

## Актори
- Кріс Нікола — камео
- Саул Стермер — камео
- Сем Стермер — камео
- Соня Додик — камео
- Сіма Додик — камео
- Ієта Стермер — камеоа
- Сол Векслер — камео
- Ерін Грунштейн Гальперн — камео
- Кліфф Стермер — камео
- Каталін Лабан — Естер Стермер
- Петр Балац Кісс — Саул Стермер
- Даніель Хегедюс — Соль Векслер
- Балаз Барна Хідвегі — Ніссель Стермер
- Фрузіна Пелікан — Соня Додик
- Андраш Орош — Сем Стермер
- Міра Бонеллі — Сіма Додик
- Нора Ковач — Єтта Стермер
- Бернадетт Сара Борлай — Ханна Стермер
- Петр Зембелі — Зайде Стермер
- Норберт Гоган — Луї Векслер